# Lystrup (Aarhus Kommune)
 For alternative betydninger, se Lystrup. (Se også artikler, som begynder med Lystrup)
Lystrup er en by med 10.153 indbyggere  (2025) beliggende i Østjylland. Byen er den andenstørste i Aarhus Kommune, hvor den fungerer som en satellitby til Aarhus med en afstand på 9 kilometer til centrum. Byen hører til Region Midtjylland. Med sine 10.259 indbyggere var Lystrup i 2024 den 63. største by i landet. Dette gør byen lidt større end Vejen, men mindre end Jyllinge.
Det større lokalsamfund Lystrup-Elsted-Elev havde den 1. januar 2023 12.034 indbyggere. Medtages Hjorthøj, som byen efterhånden er vokset sammen med, var befolkningstallet i det samlede bysamfund 15.653 indbyggere.

## Navnet Lystrup (etymologi)
Lystrups navn oprinder fra en lokal høvding med navnet Lyr der boede i området omkring 1200-tallet. Lyr var inkarneret asedyrker og forsvor både kristendommen og at der nogensinde måtte bygges en kirke på hans marker. Lyrs Gravhøj ligger den dag i dag nær den nuværende Lystrup Kirke, der blev bygget i 1989.
Området gik i mange år under betegnelsen Lyrstrup og sidenhen fik den sit nuværende navn Lystrup.[kilde mangler]

## Historie
Lystrup, Elsted, Elev og Nye fremstår i dag som et sammenhængende bysamfund nord for Egådalen. Området har været beboet siden oldtiden, hvilket flere gravhøje vidner om.

### Elsted Sognekommune
I den tidligere sognekommune, Elsted kommune, var der i midten af 1800-tallet 376 indbyggere fordelt på 24 gårde og 23 huse. De fleste af disse lå i Elsted landsby. Den gamle landsby er stadigvæk i udpræget grad bevaret. I dag anvendes Lystrup som navnet på den samlede bebyggelse nord for fordelerringen. Oprindeligt var det Elsted, der var hovedby i området. 

### Jernbane (1877)
Tyngdepunktet begyndte at skifte i forbindelse med anlægget af jernbanens i 1877. Banen, der blev anlagt af aarhusianske storkøbmænd, kørte i første omgang fra Aarhus til Ryomgård syd om de nuværende bebyggelser i området. 
Omkring stationsbyggeriet og syd for Sønderskov opstod et mindre bysamfund med bageri, købmand og kro. Området kendes i dag som Bygaden.
Den tidligere stationsbygning blev nedrevet i 1978 grundet lave trafiktal for både person- og godstransporten. Stationen forsatte som et trinbræt under Aarhus Nærbane, og den fremstår i dag som et letbanestop uden stationsbygning.

### Mejeri (1889 - 1956)
Andelsmejeriet på Bygaden åbnede i 1889. På mejeriet producerede de lokale bønder i sammenslutning  mælk, ost og smør, som de forsynede lokalområdet og Aarhus med. Mejeriet havde sit virke frem til 1956, hvor bygningerne blev overtaget af Hørkram. Hørkram brugte bygningerne til produktion af konserves - blandt andet ristede løg - frem til 1971.

## Uddannelse og pasning
- Elsted Skole med skolegang fra 0.- til 9. klassetrin med et elevtal i 2023 på 823 elever.
- Lystrup Skole med skolegang fra 0.- til 9. klassetrin med et elevtal i 2023 på 659 elever.
- 13 kommunale daginstitutioner fordelt på Lystrup-Elsted og Hårup-Elev Dagtilbud med 787 børn i 2023.
- Plejehjemmet Sønderskovhus med 38 plejeboliger.

## Demografi og demografisk udvikling

### Befolkningstal og befolkningssammensætning
Med et indbyggertal på 10.153 indbyggere  (2025) var Lystrup det andenstørste byområde i Aarhus Kommune i 2023. Til sammenligning blev byen efterfulgt af byerne Beder-Malling og Løgten, der begge samme år havde omkring 9.000 indbyggere. Aarhus var det største byområde med et indbyggertal på 290.598.
På landsplan er Lystrup med sine 10.213 indbyggere var Lystrup i 2023 den 63. største by i landet. Dette gør byen lidt større end Vejen, men mindre end Jyllinge.

#### Udvikling i befolkningstallet
Befolkningstallet i Lystrup er det seneste årti svagt faldende. Befolkningstallet er siden 2013 faldet med 163 personer fra 10376 indbyggere til 10.213 indbyggere i 2023. Et fald på 1,57 procent. Udviklingen i befolkningstallet gennem perioden kan ses af tabellen herunder. 
| Lystrup - Befolkningstallet udvikling (2013 - 2023)      | Lystrup - Befolkningstallet udvikling (2013 - 2023) | Lystrup - Befolkningstallet udvikling (2013 - 2023) | Lystrup - Befolkningstallet udvikling (2013 - 2023) | Lystrup - Befolkningstallet udvikling (2013 - 2023) | Lystrup - Befolkningstallet udvikling (2013 - 2023) | Lystrup - Befolkningstallet udvikling (2013 - 2023) | Lystrup - Befolkningstallet udvikling (2013 - 2023) | Lystrup - Befolkningstallet udvikling (2013 - 2023) | Lystrup - Befolkningstallet udvikling (2013 - 2023) | Lystrup - Befolkningstallet udvikling (2013 - 2023) | Lystrup - Befolkningstallet udvikling (2013 - 2023) |
| År                                                       | 2013                                                | 2014                                                | 2015                                                | 2016                                                | 2017                                                | 2018                                                | 2019                                                | 2020                                                | 2021                                                | 2022                                                | 2023                                                |
| -------------------------------------------------------- | --------------------------------------------------- | --------------------------------------------------- | --------------------------------------------------- | --------------------------------------------------- | --------------------------------------------------- | --------------------------------------------------- | --------------------------------------------------- | --------------------------------------------------- | --------------------------------------------------- | --------------------------------------------------- | --------------------------------------------------- |
| Befolkningstal                                           | 10.376                                              | 10.362                                              | 10.341                                              | 10.378                                              | 10.436                                              | 10.477                                              | 10.425                                              | 10.419                                              | 10.392                                              | 10.273                                              | 10.213                                              |
| Indeks                                                   | 100                                                 | 99,9                                                | 99,7                                                | 100,0                                               | 100,6                                               | 101,0                                               | 100,5                                               | 100,4                                               | 100,2                                               | 99,0                                                | 98,4                                                |
| Kilde: DST - Danmarks Statistikbank: https://www.dst.dk/ |                                                     |                                                     |                                                     |                                                     |                                                     |                                                     |                                                     |                                                     |                                                     |                                                     |                                                     |

#### Befolkningssammensætning
Af de 10.213 personer, der i 2023 kunne kalde sig borgere i Lystrup, var 51,4 procent kvinder (5.264 personer) og 48,6 procent mænd (4959 personer). Kigger man på den aldersmæssige fordeling af indbyggerne i 2023, var det relativt jævnt spredt ud over aldersgrupperne. Grupperingen 0-19 år bestod af 2731 personer (26,7 procent); 20-39 år bestod af 1967 personer (19,3 procent); 40-59 år bestod af 2864 personer (28,0 procent), og grupperingen 60+ år bestod af 2609 personer (25,5 procent). 
Én enkelt borger i Lystrup kunne i 2023 bryste sig af at være mere end 104 år gammel - en kvinde.

#### Historisk udvikling i befolkningstallet
Ser man tilbage i tiden og kigger på befolkningstallet udvikling i området omkring Lystrup, vil man se, at en kraftig stigning i befolkningstallet  omkring 1960'erne. Stigning tilskrives den generelle tendens med udflytningen fra byens arbejderkvarterer til forstæderne og det stigende folketal i landet.  
I tabellen herunder ses befolkningstallets udvikling i sognene Elev, Lystrup og Elsted fra 1787 og frem til 2012. 
| Lystrup - Befolkningstallets historiske udvikling (1787 - 2012)                        | Lystrup - Befolkningstallets historiske udvikling (1787 - 2012) | Lystrup - Befolkningstallets historiske udvikling (1787 - 2012) | Lystrup - Befolkningstallets historiske udvikling (1787 - 2012) | Lystrup - Befolkningstallets historiske udvikling (1787 - 2012) | Lystrup - Befolkningstallets historiske udvikling (1787 - 2012) | Lystrup - Befolkningstallets historiske udvikling (1787 - 2012) | Lystrup - Befolkningstallets historiske udvikling (1787 - 2012) | Lystrup - Befolkningstallets historiske udvikling (1787 - 2012) | Lystrup - Befolkningstallets historiske udvikling (1787 - 2012) | Lystrup - Befolkningstallets historiske udvikling (1787 - 2012) | Lystrup - Befolkningstallets historiske udvikling (1787 - 2012) |
| År                                                                                     | 1787                                                            | 1801                                                            | 1845                                                            | 1901                                                            | 1945                                                            | 1955                                                            | 1970                                                            | 1980                                                            | 1990                                                            | 2000                                                            | 2012                                                            |
| -------------------------------------------------------------------------------------- | --------------------------------------------------------------- | --------------------------------------------------------------- | --------------------------------------------------------------- | --------------------------------------------------------------- | --------------------------------------------------------------- | --------------------------------------------------------------- | --------------------------------------------------------------- | --------------------------------------------------------------- | --------------------------------------------------------------- | --------------------------------------------------------------- | --------------------------------------------------------------- |
| Lystrup Sogn                                                                           | *                                                               | *                                                               | *                                                               | *                                                               | *                                                               | *                                                               | *                                                               | *                                                               | 3.926                                                           | 5.126                                                           | 5.416                                                           |
| Elsted Sogn                                                                            | 205                                                             | 230                                                             | 332                                                             | 447                                                             | 559                                                             | 696                                                             | 2.666                                                           | 6.653                                                           | 3.901                                                           | 3.889                                                           | 4.984                                                           |
| Elev Sogn                                                                              | 117                                                             | 128                                                             | 119                                                             | 203                                                             | 247                                                             | 231                                                             | 238                                                             | 646                                                             | 787                                                             | 771                                                             | 1.102                                                           |
| Kilde: Lystrup-Elsted-Elev Lokalhistoriske Samling: Landskabet - hvordan blev det til? |                                                                 |                                                                 |                                                                 |                                                                 |                                                                 |                                                                 |                                                                 |                                                                 |                                                                 |                                                                 |                                                                 |

Note: Lystrup sogn blev udskilt af Elsted Sogn i 1989.

#### Befolkningsfremskrivning
Befolkningsprognosen af 2024 fra Aarhus kommune viser, at kommunen forventer en samlet befolkningsvækst i skoledistrikterne Elev, Elsted og Lystrup på samlet 4.292 personer i 2032. Stigningen er dog ikke jævnt fordelt mellem skoledistrikterne. I Elsted og Lystrup forventer man et fald på henholdsvis 596 personer og 128 personer hovedsageligt grundet en ændret demografi med en aldrende befolkning. I Elev skoledistrikt forventes befolkningstallet at stige med 5.216 personer mod 2032 grundet den fremtidige udvidelse af Elev og Nye. Stigningen er den største af alle distrikterne.

#### Etnicitet
I 2024 boede der 12.349 personer i Lystrup-, Elsted- og Elev Sogn. 
Af disse havde 11.065 personer dansk oprindelse; 605 var indvandrer eller efterkommere fra vestlige lande og 679 personer var indvandrer eller efterkommere fra ikke-vestlige lande. Nedenstående tabel viser udviklingen i sammensætningen af indbyggerne i det samlede byområde for årene 2010, 2015, 2020 og 2024. 
| Lystrup - Etnicitet (2010 - 2024)                        | Lystrup - Etnicitet (2010 - 2024) | Lystrup - Etnicitet (2010 - 2024) | Lystrup - Etnicitet (2010 - 2024) | Lystrup - Etnicitet (2010 - 2024) | Lystrup - Etnicitet (2010 - 2024) | Lystrup - Etnicitet (2010 - 2024) | Lystrup - Etnicitet (2010 - 2024) | Lystrup - Etnicitet (2010 - 2024) | Lystrup - Etnicitet (2010 - 2024) |
| -------------------------------------------------------- | --------------------------------- | --------------------------------- | --------------------------------- | --------------------------------- | --------------------------------- | --------------------------------- | --------------------------------- | --------------------------------- | --------------------------------- |
|                                                          | 2010                              | 2015                              | 2020                              | 2024                              |                                   | 2010                              | 2015                              | 2020                              | 2024                              |
| Personer med dansk oprindelse                            | 10.250                            | 10.711                            | 10.988                            | 11.065                            |                                   | 92,6                              | 92,0                              | 90,7                              | 89,6                              |
| Indvandrer fra vestlige lande                            | 342                               | 375                               | 484                               | 518                               |                                   | 3,1                               | 3,2                               | 4,0                               | 4,2                               |
| Indvandrer fra ikke-vestlige lande                       | 308                               | 341                               | 375                               | 461                               |                                   | 2,8                               | 2,9                               | 3,1                               | 3,7                               |
| Efterkommere fra vestlige lande                          | 41                                | 58                                | 68                                | 87                                |                                   | 0,4                               | 0,5                               | 0,6                               | 0,7                               |
| Efterkommere fra ikke-vestlige lande                     | 125                               | 157                               | 194                               | 218                               |                                   | 1,1                               | 1,3                               | 1,6                               | 1,8                               |
| Summeret                                                 | 11.066                            | 11.642                            | 12.109                            | 12.349                            |                                   | 100                               | 100                               | 100                               | 100                               |
| Kilde: DST - Danmarks Statistikbank: https://www.dst.dk/ |                                   |                                   |                                   |                                   |                                   |                                   |                                   |                                   |                                   |

Af tabellen ses, at befolkningstallet i perioden har været stigende for alle grupperinger. Det ses også, at sammensætningen har ændret sig, hvor indvandrer og efterkommere fra vestlige lande er steget til at udgøre 4,9 procent af befolkningen, og indvandrer og efterkommere fra ikke-vestlige lande er steget til at udgøre 5,5 procent af befolkningen. En stigning på henholdsvis 1,4 procentpoint og 1,6 procentpoint. 

## Geografi, klima og topografi

### Geografisk placering
Geografisk set ligger Lystrup i det østlige Jylland. Byen er placeret ved rute 15 9 km nord for Aarhus, 25 km syd for Randers og 42 km øst for Silkeborg.  

### Topografi
Geologisk set hviler Lystrup, ligesom det meste af Danmark, på et istidspræget grundmorænelandskab, der igen hviler på en hårdere undergrund af kalksten.
Byen ligger i et kuperet terræn på en sydvendt moræneskråning. Skråningen vender mod Aarhus- og Egå ådal. Fra Egå Engsø syd for byen mod nord gennem byen stiger højden omtrent 35 højdemeter med et maksimum af 61 højdemeter. 
Byens relativt høje placering over ådalene, hvor det meste af Aarhus ligger placeret, giver et godt blik ind over Aarhus by og dens skyline.  

#### Galleri
| - Unity set fra Lystrup Centervej (6 km) - Lighthouse set fra Lystrupvej (7,63 km) - AUH set fra Lystrupvej (6 km) |

### Klima
Lystrup har et tempereret oceanisk klima (Köppen-klassifikation). Østjylland - og især nær den østjyske kyst - er kendetegnet ved en mindre mængde nedbør end landet som helhed. Dette er grundet de fremherskende vinde, der kommer fra vest, hvor luften bliver tørret på sin vej på tværs af Jylland. 
I tabellen herunder ses klimanormalen for Aarhus Kommune i perioden 2011-2023. Tallene er hentet fra DMI's vejrarkiv. 
| Aarhus Kommune (2011 - 2023)                                               | Aarhus Kommune (2011 - 2023) | Aarhus Kommune (2011 - 2023) |
| -------------------------------------------------------------------------- | ---------------------------- | ---------------------------- |
|                                                                            |                              | År                           |
| Middeltemperatur                                                           | °C                           | 8,9                          |
| Absolut minimumstemperatur                                                 | °C                           | -18,3                        |
| Gennemsnitlig minimumstemperatur                                           | °C                           | -12,4                        |
| Gennemsnitlig maksimumsstemperatur                                         | °C                           | 29,1                         |
| Absolut maksimumsstemperatur                                               | °C                           | 32,3                         |
| Nedbørsmængde                                                              | mm                           | 730                          |
| Solskinsum                                                                 | timer                        | 1697,4                       |
| Middelvind                                                                 | m/s                          | 3,8                          |
| Kilde: DMI - Danmarks Metrologiske Institut: https://www.dmi.dk/vejrarkiv/ |                              |                              |

Den laveste målte temperatur var i perioden 2011-2023 på -18,3 grader celsius med en gennemsnitlig laveste temperatur på -12,4 grader celsius. For landet som helhed lå dette på henholdsvis -23,1 grader celsius og -14,38 grader celsius. Aarhus kommune, og hermed Lystrup, bliver ikke lige så kold som resten af landet.
Ser man på den anden ende af skalaen, var den højeste temperatur i perioden var på 32,3 grader celsius med en gennemsnitlig højeste temperatur på 29,1 grader celsius. For landet som helhed lå dette på 35,9 grader celsius og 29,62 grader celsius. Generelt ligger den højeste temperatur hermed lidt lavere i Aarhus kommune end i resten af landet.
Nedbørsmæssigt ligger Aarhus kommune lidt over gennemsnittet med en gennemsnitlig nedbørsmængde på 730 millimeter i perioden 2011-2023. Her har landet som helhed fået et gennemsnit på 711,88 millimeter nedbør. En forskel på 7,12 millimeter.

#### Oversvømmelse af Lystrup
26. august 2012 blev Lystrup ramet af et skybrud. Skydbruddet resulterede i at flere af byens områder blevet oversvømmet, og at der skete skader på huse og veje for flere millioner DKK. Aarhus Vand og Aarhus Kommune har efterfølgende gennemført 12 klimatilpasningsprojekter, der stod færdige i 2017. 
Projekterne har skabt en varig ændring af landskabet i Lystrup by, hvor byen er blevet klimasikret med nye vandforløb, et nyt vejforløb, parker og grønne områder med nye søer og render.

## Indkomst
Nedenstående tabel viser indkomsten i Lystrup byområde i 2019 fordelt på grupperingerne beskæftigelse, ikke i arbejde, studerende og alle voksne. Grupperingerne vises for Lystrup-, Elsted- og Elev Sogn. Voksne defineres som personer over 18 år. Indkomsten er angivet i 2021-kr.
| Medianindkomst før skat angivet i 2021-kr. for 2019 | Medianindkomst før skat angivet i 2021-kr. for 2019 | Medianindkomst før skat angivet i 2021-kr. for 2019 | Medianindkomst før skat angivet i 2021-kr. for 2019 | Medianindkomst før skat angivet i 2021-kr. for 2019 | Medianindkomst før skat angivet i 2021-kr. for 2019 | Medianindkomst før skat angivet i 2021-kr. for 2019 | Medianindkomst før skat angivet i 2021-kr. for 2019 | Medianindkomst før skat angivet i 2021-kr. for 2019 | Medianindkomst før skat angivet i 2021-kr. for 2019 | Medianindkomst før skat angivet i 2021-kr. for 2019 | Medianindkomst før skat angivet i 2021-kr. for 2019 |
| | Lystrup Sogn                                        | Lystrup Sogn                                        |                                                     | Elsted Sogn                                         | Elsted Sogn                                         |                                                     | Elev Sogn                                           | Elev Sogn                                           |                                                     | Lystrup Byområde                                    | Lystrup Byområde                                    |
| Indkomst før skat | Median                                              | Antal                                               |                                                     | Median                                              | Antal                                               |                                                     | Median                                              | Antal                                               |                                                     | Median                                              | Antal                                               |
| --- | --------------------------------------------------- | --------------------------------------------------- | --------------------------------------------------- | --------------------------------------------------- | --------------------------------------------------- | --------------------------------------------------- | --------------------------------------------------- | --------------------------------------------------- | --------------------------------------------------- | --------------------------------------------------- | --------------------------------------------------- |
| Beskæftigede | 408.982,00 kr.                                      | 2.240                                               |                                                     | 426.478,00 kr.                                      | 2.160                                               |                                                     | 450.987,00 kr.                                      | 760                                                 |                                                     | 437.562,46 kr.                                      | 5.160                                               |
| Ikke i arbejde (inkl. pensionister) | 220.166,95 kr.                                      | 1.520                                               |                                                     | 260.079,46 kr.                                      | 1.040                                               |                                                     | 220.166,95 kr.                                      | 250                                                 |                                                     | 241.320,46 kr.                                      | 2.810                                               |
| Studerende | 171.920,00 kr.                                      | 160                                                 |                                                     | 140.366,00 kr.                                      | 140                                                 |                                                     | 171.920,00 kr.                                      | 40                                                  |                                                     | 165.352,00 kr.                                      | 340                                                 |
| Alle voksne | 326.092,00 kr.                                      | 3.920                                               |                                                     | 385.945,00 kr.                                      | 3.340                                               |                                                     | 400.741,00 kr.                                      | 1.060                                               |                                                     | 359.353,00 kr.                                      | 8.320                                               |
| Kilde: Caspersen, S. (2021): Geografisk Ulighed. I det rigeste lokalområde tjener de fem gange mere end bunden. Arbejdernes Erhvervsråd. Udgivet 3. april 2021. |                                                     |                                                     |                                                     |                                                     |                                                     |                                                     |                                                     |                                                     |                                                     |                                                     |                                                     |

### Befolkningssammensætning i relation til forsørgerbyrden
Det ses af tabellen, at ud af alle personer over 18 år i byområdet var 5.160 i beskæftigelse i 2019. Dette svarer til at 62 procent af indbyggerne i byområdet var i beskæftigelse. Sammenlignet var dette tal i 2019 på 51,9 procent for Aarhus kommune og 56,05 procent for landet set som helhed. Den resterende andel af voksne i byområdet var fordelt på 34 % uden for arbejdsstyrken og 4 % under uddannelse.

### Indkomst i forhold til Aarhus Kommune
Nedenstående tabel viser medianindkomsten i Lystrup byområde i 2019 fordelt på grupperingerne beskæftigelse, ikke i arbejde, studerende og alle voksne. Grupperingerne vises for Lystrup byområde, Aarhus Kommune og Danmark som helhed. Voksne defineres som personer over 18 år. Indkomsten er angivet som procent af hele landet.
| Medianindkomst før skat angivet i % af landsgennemsnittet for 2019 angivet i 2021-kr.                                                                           | Medianindkomst før skat angivet i % af landsgennemsnittet for 2019 angivet i 2021-kr. | Medianindkomst før skat angivet i % af landsgennemsnittet for 2019 angivet i 2021-kr. | Medianindkomst før skat angivet i % af landsgennemsnittet for 2019 angivet i 2021-kr. | Medianindkomst før skat angivet i % af landsgennemsnittet for 2019 angivet i 2021-kr. | Medianindkomst før skat angivet i % af landsgennemsnittet for 2019 angivet i 2021-kr. | Medianindkomst før skat angivet i % af landsgennemsnittet for 2019 angivet i 2021-kr. | Medianindkomst før skat angivet i % af landsgennemsnittet for 2019 angivet i 2021-kr. | Medianindkomst før skat angivet i % af landsgennemsnittet for 2019 angivet i 2021-kr. | Medianindkomst før skat angivet i % af landsgennemsnittet for 2019 angivet i 2021-kr. | Medianindkomst før skat angivet i % af landsgennemsnittet for 2019 angivet i 2021-kr. | Medianindkomst før skat angivet i % af landsgennemsnittet for 2019 angivet i 2021-kr. |
| | Lystrup byområde                                                                      | Lystrup byområde                                                                      | Lystrup byområde                                                                      |                                                                                       | Aarhus Kommune                                                                        | Aarhus Kommune                                                                        | Aarhus Kommune                                                                        |                                                                                       | Danmark som helhed                                                                    | Danmark som helhed                                                                    | Danmark som helhed                                                                    |
| Indkomst før skat | Median                                                                                | %                                                                                     | Antal                                                                                 |                                                                                       | Median                                                                                | %                                                                                     | Antal                                                                                 |                                                                                       | Median                                                                                | %                                                                                     | Antal                                                                                 |
| --- | ------------------------------------------------------------------------------------- | ------------------------------------------------------------------------------------- | ------------------------------------------------------------------------------------- | ------------------------------------------------------------------------------------- | ------------------------------------------------------------------------------------- | ------------------------------------------------------------------------------------- | ------------------------------------------------------------------------------------- | ------------------------------------------------------------------------------------- | ------------------------------------------------------------------------------------- | ------------------------------------------------------------------------------------- | ------------------------------------------------------------------------------------- |
| Beskæftigede | 437.562,46 kr.                                                                        | 110,14                                                                                | 5.160                                                                                 |                                                                                       | 419.160,65 kr.                                                                        | 105,5                                                                                 | 140.580                                                                               |                                                                                       | 397.274 kr.                                                                           | 100,00                                                                                | 2.406.310                                                                             |
| Ikke i arbejde (inkl. pensionister) | 241.320,46 kr.                                                                        | 115,59                                                                                | 2.810                                                                                 |                                                                                       | 172.307,65 kr.                                                                        | 82,53                                                                                 | 83.110                                                                                |                                                                                       | 208.769 kr.                                                                           | 100,00                                                                                | 1.569.850                                                                             |
| Studerende | 165.352 kr.                                                                           | 118,99                                                                                | 340                                                                                   |                                                                                       | 137.597,97 kr.                                                                        | 99,02                                                                                 | 47.450                                                                                |                                                                                       | 138.953 kr.                                                                           | 100,00                                                                                | 315.700                                                                               |
| Alle voksne | 359.523,29 kr.                                                                        | 113,30                                                                                | 8.320                                                                                 |                                                                                       | 293.363,64 kr.                                                                        | 92,45                                                                                 | 271.070                                                                               |                                                                                       | 317.329 kr.                                                                           | 100,00                                                                                | 4.292.930                                                                             |
| Kilde: Caspersen, S. (2021): Geografisk Ulighed. I det rigeste lokalområde tjener de fem gange mere end bunden. Arbejdernes Erhvervsråd. Udgivet 3. april 2021. |                                                                                       |                                                                                       |                                                                                       |                                                                                       |                                                                                       |                                                                                       |                                                                                       |                                                                                       |                                                                                       |                                                                                       |                                                                                       |

Medianindkomsten lå samlet for Aarhus Kommune på 293.363,64 kr. i 2019 angivet i 2021-priser. Sammenligner man medianindkomsten i kommunen med Lystrup byområde ses, at medianindkomsten i Lystrup var 64.321,16 kr. højere end i kommunen set som held. Dette svarer til, at medianindkomsten i Lystrup er 21,79 procent højere.  
Kigger man på rangeringen internt i kommunen, har Aarhus Kommune 55 sogne. Den højeste medianindkomst findes i Risskov Sogn med 471.144 kr., og den laveste i Vor Frue Sogn med 206.874 kr.. En forskel på henholdsvis 111.620,71 kr. højere og 152.649,29 kr. lavere end medianindkomsten i Lystrup. Elev Sogn ligger som nummer 2; Elsted Sogn som nummer 5, og Lystrup Sogn som nummer 32. Samlet ville Lystrup ligge som nummer 16 ud af 53. 

#### Indkomst i forhold til landsgennemsnittet i Danmark
Generelt kan man sige, at indkomsten i Aarhus Kommune ligger under landsgennemsnittet. Dette kan i høj grad skyldes, at Aarhus har den højeste koncentration af unge og studerende i forhold til indbyggertallet med mere end 50.000 studerende. 
Sammenligner man Lystrup med landet som helhed ses, at byområdet for alle grupperinger har en højere medianindkomst. Generelt 13,3 procent højere end landet som helhed. 

## Infrastruktur

### Trafik

#### Letbane
Lystrup fungerer som et knudepunkt i Danmarks første letbanenetværk, der strækker sig fra Odder i syd over Aarhus til Grenå i øst. Byen har to letbanestop, Lystrup Station og Hovmarken Station. Hovmarken Station er dog lukket på ubestemt tid. Der er afgange fire gange i timen mod Aarhus H med en varighed af 18 minutter med L1 og 32 minutter med L2.  

##### Lystrup Station
Lystrup Station ligger i Lystrup bymidte. Letbanestationen fungerer som endestation for indre strækning (L2), der kører fra Aarhus H til Lystrup via Aarhus Universitetshospital. Herudover betjenes stationen af Grenaabanen (L1), der kører fra Aarhus H til Grenaa. Lystrup Station er den større af de to letbanestop i byen med tre spor.
| - Lystrup Station 2019 - bemærk: begge typer af letbanetogsæt er afbildet - Stationsgrillen - Lystrup Station set mod øst |

Lystrup Station havde i 1. kvartal 2024 69.694 passagerer. Dette gør stationen til det syvende mest anvendte stoppested på hele Letbanen (L1 og L2), hvor Aarhus Hovedbanegård, Aarhus Universitetshospital og Aarhus Universitet udfylder top tre. Passagerne var fordelt med 46.804 påstigninger på L1 (Grenaabanen) og 22.890 påstigninger på L2 (indre strækning/Odderbanen).

##### Hovmarken Station
Hovmarken Station er en letbanestation i det østlige Lystrup, der udelukkende betjenes af Grenaabanen (L1). I vinteren 2023/2024 foreslog Aarhus byråd at lukke letbanestoppet ved Hovmarken. Forslaget kom på baggrund af, at Aarhus Letbane har problemer med at overholde tidsplanen på Grenaabanen. Forslaget blev vedtaget i april 2024, og stationen nedlægges i sensommeren 2024.   
Hovmarken station havde i 1. kvartal 2024 4.286 påstigninger.   

#### Biltrafik

##### Djurslandsmotorvejen
Syd for Lystrup forløber Djurslandmotorvejen, der åbnede i 2008. Motorvejen har adgang til det øvrige motorvejsnet ved gennem Motorvejskryds Aarhus Nord, der giver adgang til E45. Modsatte vej mod Djursland giver motorvejen adgang til Aarhus Lufthavn og Grenaa. Motorvejen udgør en del af Primærrute 15 mellem Ringkøbing og Grenaa. 

###### Jyllands største fordelerring
Motorvejstilslutningen ved Lystrup er udformet som en fordelingsring. Fordelerringen har syv ben, heraf fire ramper til motorvejen samt tre tosporede veje. Ringen er den største af sin slags i Jylland.  
Grundet trængsel har Vejdirektoratet i 2024 iværksat en udbygning af to af fordelerringens fire ramper, som forbinder fordelingsringen og Djurslandmotorvejen. Disse udvides fra ensporede ramper til tosporede ramper. 

#### Sønderskovvej og Lystrupvej
Lystrup gennemskæres af to hovedfærdselsveje: Lystrupvej i vest og Sønderskovvej i øst. 
| - Sønderskovvej mod nord - Lystrupvej mod nord (Sønderskoven i baggrunden) |

Lystrupvej fungerer som hovedfærdselsåre fra Lystrup og Elev mod Aarhus midtby. Vejen fører fra det nordøstlige Lystrup over Djurslandsmotorvejen og Hede Enge (tidligere mose) til Grenåvej mod Ringgaden og Kystvejen. Lystrupvej ser gennemsitlig 1.500 køretøjer pr. døgn i Lystrup by stigende til 18.600 køretøjer pr. døgn syd for fordelerringen.
Sønderskovvej fører fra det nordøstlige Lystrup mod fordelerringen ved Djurslandsmotorvejen. Vejen ser gennemsnitligt 2.300 køretøjer pr. døgn i det nordlige Lystrup stigende til 12.700 køretøjer pr. døgn ved fordelerringen. . 

#### Cyklisme
Lystrup er forbundet sammen med resten af Aarhus gennem et velforgrenet netværk af cykelstier. Blandt andet har Lystrup været en del af Aarhus kommunes netværk af supercykelstier - en cykelsti med servicestationer, dobbeltcykelsti, tunneler og broer - siden 2009.
| - Park&Ride-anlæg ved Lystrup - Cykelsti mod Mollerup - Kombineret cykel- og gangsti under Lystrup Centervej |

Internt er byen også godt forbundet med et udbygget netværk af stier og cykelstier på tværs af byen. Dog halter forbindelserne til nabobyerne Hjortshøj, Elev og Nye.

#### Busser
Lystrup betjenes af de gule bybuslinjerne fra Aarbus, der er ejet af det regionale trafikselskab Midttrafik. Aarbus varetager al bybuskørsel i Aarhus Kommune. Aarbus betjener Lystrup gennem bybuslinjerne 16 og 18, Natbus 45 og en skolebus til Egå Gymnasium.   
- Linje 16 kører fra Mejlby gennem Lystrup over Aarhus Universitet til Mårslet.
- Linje 18 kører fra Lystrup over Aarhus Universitet til Moesgaard Museum.
- Linje 32 (Gymnasiebus) med rute fra Lystrup til Egå Gymnasium
- Linje 45 (Natbus) med rute fra Aarhus Rådhus til Lystrup over AUH/Universitetshospital.

### Fjernvarme
Lystrup by forsynes af Lystrup Fjernvarme. Fjernvarmeværket blev stiftet i 1961, og det har i dag til huse på Hovmarken 2. Det oprindelige selskab havde til huse på Bakkehældet nr. 3 (i dag Bakkefaldet). 
Fjernvarmeværket forsyner byerne Lystrup, Elev og Nye. Værket havde i 2024 4.521 forbrugere tilsluttet. En stigning på 1.381 siden 2002, hvor værket havde 3.140 forbrugere tilsluttet. En stigning på omtrent 43 procent.  

#### Fjernvarmeproduktion
Oprindeligt blev Lystrup by forsynet af en oliefyret kedel. I 1984 skiftede forsyningskilden, da fjernvarmeværket blev tilsluttet Studstrupværket og det resterende fjernvarmenetværk i Aarhus-området. I dag bliver varmen leveret af Varmeplan Aarhus, der er en sammenslutning af fjernvarmeaftagerne og Aarhus kommune. Varmeproduktionen hovedsageligt stammer fra elpatroner og flisfyret kedler på Studstrupværket, der står for 50 procent af varmeproduktionen, samt affaldsforbrændingen på Lisbjergværket. Lystrup Fjernvarme aftager 20 procent af den samlede varmeproduktion, som Varmeplan Aarhus distribuerer. Den nuværende aftale løber frem til 2030. 
I tabellen herunder ses brændselsmikset angivet i procent for årrækken 2021-2023 i varmeforsyningen til Lystrup Fjernvarme.  
|                                                                                           | Træpiller | Halm | Affald (+ biogas) | Andet | El  | Træflis | Olie | Kul |
| ----------------------------------------------------------------------------------------- | --------- | ---- | ----------------- | ----- | --- | ------- | ---- | --- |
| 2021                                                                                      | 39%       | 20%  | 24%               | 4%    | 7%  | 1%      | 1%   | 4%  |
| 2022                                                                                      | 24%       | 22%  | 25%               | 4%    | 8%  | 1%      | 3%   | 13% |
| 2023                                                                                      | 12%       | 21%  | 20%               | 3%    | 22% | 1%      | 3%   | 18% |
| Kilde: Lystrup Fjernvarmedeklaration 2021, 2022, 2023 - https://www.lystrupfjernvarme.dk/ |           |      |                   |       |     |         |      |     |

#### Alternativ forsyning
I de senere år har Lystrup Fjernvarme undersøgt muligheden for  egenproduktion af varme. Undersøgelserne er forsat undergående, og man kigger på varmeproduktion ved hjælp af elkedler, overskudsvarme fra virksomheder eller luft-til-vand varmepumper.
Undersøgelsen er påbegyndt grundet stigende priser fra varmeleverandører. Prisen pr. MWh er i 2024 steget med 44,14 procent i forhold til 2020. 

### Vand og spildevand
I Lystrup modtager man vand gennem Aarhus Vand A/S, der er en kommunalt ejet virksomhed ejet af Aarhus Kommune.

#### Drikkevand
Drikkevandet i Lystrup pumpes lokalt gennem Elstedværket fra samme grundvandsmagasin, der forsyner kilden til Ellebækken, der har sit udspring nord for byen. Elstedværket, der er placeret i byen på Ellebrinken 143, blev opført i 1942. Vandværket undergik en større renovering i 1973.  Oprindeligt oprettet som et andelsværk overgik selskabet til Elsted kommune i 1970 for at overgå til AKV (Aarhus Kommunale værker) i forbindelse med kommunalreformen i samme år. 
Vandet i Lystrup har en hårdhed på 14º dH, hvilket kategoriseres som temmelig hårdt.

#### Spildevand
Spildevandet fra Lystrup renses på Egå renseanlæg med adresse syd for byen på Mosevej 57, 8240 Risskov. 
Rensningsanlægget modtager spildevand fra hele den nordlige del af Aarhus Kommune og er af typen MBNDKF. MBNDKF står for mekanisk og biologisk rensning med nitrifikation samt kemisk fosforfjernelse afsluttet med sandfiltrering. Efter rensning udledes det rensede spildevand til Aarhus Bugt. Anlægget har en kapacitet på 120.000 PE (personækvivalenter), hvilket placerer det på en 20. plads over landets største. Anlægget er det største i Aarhus kommune. 
Rensningsanlægget er en grøn energiproducent, da det leverer varme og elektricitet tilbage til borgerne i kommunen. Produktionen er af et omfang, hvor anlægget kan kalde sig selv CO2-neutral.

## Kultur og sport

### Kirker
I Lystrup findes to sogne: Elsted Sogn og Lystrup Sogn.
Lystrup sogn er udskilt af Elsted Sogn i 1990. Opdelingen var en geografisk og indbyggermæssig opdeling i to. Ved opdelingen bestod Elsted Sogn af 3.901 indbyggere og Lystrup Sogn af 3.926 indbyggere.
| - Elsted Kirke (1100-tallet) - Lystrup Kirke (1990) |

### Parker og natur
Området i og omkring Lystrup består af varierende landskaber med megen natur. I umiddelbar forlængelse af byen findes enge, søer og flere skove. 

#### Æblehaven
Æblehaven er en kommunalt ejet park, der er åben for offentligheden. Parken ligger centralt i Lystrup.
| - Fritlagt del af Elstedbækken i Æblehaven - Æblehaven, Lystrup |

Parken, der er 22.000 kvadratmeter stort består af en tidligere æbleplantage fra 1947, der i 2009 blev omdannet til et rekreative formål. I Æblehaven finder man over 9 forskellige arter af æble-, blomme- og pæretræer, der på skift er frugtbarer fra august til november. I parken finder man derudover et velfungerende stisystem, en madpakkehytte og fire krolf baner.
Parken gennem risles af en tidligere rørlagt å, og området fungerer som et klimatilpasningsareal, der skal opsamle og forsinke vandet på dets vej mod Egå Engsø. 

#### Egå Engsø
Lige syd for Lystrup bygrænse ligger Egå Engsø. Engsøen blev genetableret i 2006, da man stoppede den dræning, der havde foregået i området sin 1950'erne. Søen er 115 hektar stor og omkranset af 50 hektar enge. Omkring søen er der et stisystem, shelters og fugletårne.
Engene omkring søen afgræsses flere steder af kreaturer i sommerhalvåret for at skabe ideelle betingelser for engenes særlige flora og fauna.

#### Hovmarksparken
Hovmarksparken ligger mellem kvarterene Indelukket mod nord, Hovmarken mod syd og Sønderskovvej mod vest.
| - Hovmarksparken, Lystrup - Kalve af racerne Dexter og Galloway i parken. |

Siden 2016 har et 3 hektar stort areal af parken været brugt som græsningareal af Lystrup Kogræsser- og Naturplejeforening. Foreningen opstod gennem et samarbejde mellem lokale, Aarhus Kommune og Danmarks Naturfredningsforening. Siden sin start har foreningen haft fire til fem kalve af racerne Dexter og Galloway til at græsse i parken. Dyrene udsættes i perioden maj-oktober og passes af foreningens medlemmer. 

#### (Lystrup) Sønderskov
Sønderskov er en gammel løvskov, der ligger centralt placeret i Lystrup.  
Skoven er åben for offentligheden, og den gennemskæres af flere velholdte stisystemer. Ved en centralt placeret lysning finder man en bålhytte med plads til 30 personer og en stor naturlegeplads. Skoven er udlagt som hundeskov, hvilket betyder, at det er lovligt at lufte sin hund uden snor, hvis den er under kontrol. I forlængelsen af skoven er der opført et indhegnet græsareal, hvor hundeejere kan lade deres hunde løbe frit rundt. 
I skoven kan man finde over 150 frugttræer samt andre spiselige planter heriblandt nævnes hassel, hyld, fuglekirsebær og kastanje og fjeldribs. 

#### Skårupgård Skov
Skårupgård Skov ligger nordvest for Lystrup lige uden for bygrænsen. Skoven er en 50 hektar stor fredsskov. Skoven indeholder flere stisystemer, gravhøje og en mindre bestand af rådyr. Skoven er privatejet, men det er lovligt at færdes på skovstierne. 
Skoven blev fredet i 1985.

#### Skovrejsning nordvest for byen
I 2023 blev der indgået en frivillig aftale mellem flere lodsejere og Aarhus kommune. Aftalen gælder skovrejsning på et 500 hektar stort område nord og vest for Lystrup. Skovrejsningen skal sikre drikkevandsinteresser og hjælp Aarhus kommune med at fremme biodiversiteten. Skovrejsningen vil efter planen påbegyndes i foråret 2024. 
Hedeselskabet vil efter skovrejsningen eje og drifte område. 

### Sport

#### Lystrup Idrætscenter og Lystrup IF
Lystrup Idrætscenter (oprindeligt: Lystruphallen) blev bygget i 1973 og senest udvidet i 1990. I øjeblikket undergår idrætscentreret en udvidelse, der skal står færdig ved 2024/2025. Indtil da består idrætscenteret af to haller, to squashbaner og fire tennisbaner.
Centeret er ejet og drevet af Andelsforeningen Lystrup Idrætscenter, der er en selvejende institution. Andelsforeningen blev stiftet i forbindelsen med udvidelsen i 1990. Andelsforeningen ejer hallen opført i 1990 samt de nye bygninger, der er under opførelse, imens Aarhus kommune stadigvæk ejer det oprindelige byggeri. 

##### Udvidelse af Lystrup Idrætscenter
I 2023 påbegyndte Andelsforeningen Lystrup Idrætscenter seneste udvidelse af Lystrup Idrætscenter, der forventes færdig til årsskiftet 2024/2025. 
Udvidelsen og renoveringen af centeret forventes at koste 36 millioner DKK (danske kroner). Udvidelsen øger bruttoarealet af idrætscenteret med 2837 kvadratmeter ved opførelsen af to nye bygninger; en ny hal og et nyt indgangsparti. Med moderniseringen følger, fitnesscenter, multihal med springfaciliteter, cafe og lokaler til e-sport.
Når udvidelsen står færdig, vil Lystrup Idrætscenter være et af de mest udbyggede idrætsanlæg i Aarhus Kommune.

##### Lystrup Idrætsforening (Lystrup IF)
Lystrup idrætsforening blev stiftet i 1934. Organisationen fungerer som paraplyorganisation og er underdelt i: 
- Lystrup IF Gymnastik og Fitness
- (...) Svømning
- (...) Fodbold
- (...) Håndbold
- (...) Tennis
- (...) Squash
- (...) Basketball
- (...) Bordtennis
- (...) Floorball
- (...) Krolf
- (...) Petanque

#### Momentet (Lystrup Svømme- og Aktivitetscenter)
Momentet er et svømme- og aktivitetscenter beliggende i Lystrup. 
Byggeriet startede i 2020 og stod færdigt i midten af 2022. Prisen for opførelsen blev opgjort til 45 millioner DKK (danske kroner). Som noget specielt har svømmecenteret fået sine vægge udsmykket med kunst fra den lokale kunstner Hans Krull, hvis værker kan findes rundt i Aarhus - blandt andet Mågekysset i Fiskergade og udsmykning af baren Under masken på Bispegade.
Momentet byder på både kold- og varmtvandsbassin, wellness- og spaområde samt café og multirum. Centeret er altså en moderne svømmehal - og én blandt kun otte svømmehaller i Aarhus Kommune. 

## Erhvervs- og handelsliv
Lystrup huser et større erhvervsområde med flere kendte virksomheder som Elopak, Terma og Millarco. I alt 3.507 virksomheder var registreret i postnummeret 8520 pr. 1. marts 2024. 
Liste over større virksomheder i byen:  
- Elopak Denmark A/S
- Terma A/S
- HiFi klubben Danmark A/S
- Milliarco International A/S
- Plantorama A/S
- Inspari A/S
- Swire Renewable Energy A/S
- ID Hair Company A/S
- Firtal Web A/S
- Stantræk A/S

## Medier
Lokale nyheder i Lystrup dækkes af medierne Aarhus Stiftstidende, LystrupLiv og Jyllands-posten (JP Aarhus, Aarhus Onsdag og Din Avis Aarhus).